# Panda (single)
"Panda" is het debuutnummer van de Amerikaanse rapper Desiigner. Het nummer was voor het eerst te horen op 15 december 2015 en kwam vijf dagen later uit als muziekdownload. Op 26 februari 2016 werd het nummer opnieuw uitgebracht. "Panda" is geschreven door Desiigner en geproduceerd door Menace.

## Achtergrondinformatie
In de Verenigde Staten kwam het nummer binnen op de 96e in de Billboard Hot 100. In de vijfde week behaalde het nummer de nummer-1 positie. In Canada, Engeland en Nieuw-Zeeland behaalde "Panda" een plek binnen de top-10.

## Videoclip
De bijhorende videoclip werd op 10 mei 2016 uitgebracht door de muziekstreamingdienst Tidal. In de clip is Desiigner zelf te zien en ook de Amerikaanse rapper Kanye West.

## Hitnoteringen

### Nederlandse Top 40
| Hitnotering: 30-04-2016 t/m 30-07-2016 | Hitnotering: 30-04-2016 t/m 30-07-2016 | Hitnotering: 30-04-2016 t/m 30-07-2016 | Hitnotering: 30-04-2016 t/m 30-07-2016 | Hitnotering: 30-04-2016 t/m 30-07-2016 | Hitnotering: 30-04-2016 t/m 30-07-2016 | Hitnotering: 30-04-2016 t/m 30-07-2016 | Hitnotering: 30-04-2016 t/m 30-07-2016 | Hitnotering: 30-04-2016 t/m 30-07-2016 | Hitnotering: 30-04-2016 t/m 30-07-2016 | Hitnotering: 30-04-2016 t/m 30-07-2016 | Hitnotering: 30-04-2016 t/m 30-07-2016 | Hitnotering: 30-04-2016 t/m 30-07-2016 | Hitnotering: 30-04-2016 t/m 30-07-2016 | Hitnotering: 30-04-2016 t/m 30-07-2016 | Hitnotering: 30-04-2016 t/m 30-07-2016 |
| Week:                                  | 1                                      | 2                                      | 3                                      | 4                                      | 5                                      | 6                                      | 7                                      | 8                                      | 9                                      | 10                                     | 11                                     | 12                                     | 13                                     | 14                                     |                                        |
| -------------------------------------- | -------------------------------------- | -------------------------------------- | -------------------------------------- | -------------------------------------- | -------------------------------------- | -------------------------------------- | -------------------------------------- | -------------------------------------- | -------------------------------------- | -------------------------------------- | -------------------------------------- | -------------------------------------- | -------------------------------------- | -------------------------------------- | -------------------------------------- |
| Positie:                               | 28                                     | 22                                     | 19                                     | 15                                     | 17                                     | 18                                     | 15                                     | 17                                     | 19                                     | 24                                     | 26                                     | 29                                     | 34                                     | 38                                     | uit                                    |

### NederlandseSingle Top 100
| Hitnotering: 02-04-2016 t/m 15-10-2016 | Hitnotering: 02-04-2016 t/m 15-10-2016 | Hitnotering: 02-04-2016 t/m 15-10-2016 | Hitnotering: 02-04-2016 t/m 15-10-2016 | Hitnotering: 02-04-2016 t/m 15-10-2016 | Hitnotering: 02-04-2016 t/m 15-10-2016 | Hitnotering: 02-04-2016 t/m 15-10-2016 | Hitnotering: 02-04-2016 t/m 15-10-2016 | Hitnotering: 02-04-2016 t/m 15-10-2016 | Hitnotering: 02-04-2016 t/m 15-10-2016 | Hitnotering: 02-04-2016 t/m 15-10-2016 | Hitnotering: 02-04-2016 t/m 15-10-2016 | Hitnotering: 02-04-2016 t/m 15-10-2016 | Hitnotering: 02-04-2016 t/m 15-10-2016 | Hitnotering: 02-04-2016 t/m 15-10-2016 | Hitnotering: 02-04-2016 t/m 15-10-2016 |
| Week:                                  | 1                                      | 2                                      | 3                                      | 4                                      | 5                                      | 6                                      | 7                                      | 8                                      | 9                                      | 10                                     | 11                                     | 12                                     | 13                                     | 14                                     | 15                                     |
| -------------------------------------- | -------------------------------------- | -------------------------------------- | -------------------------------------- | -------------------------------------- | -------------------------------------- | -------------------------------------- | -------------------------------------- | -------------------------------------- | -------------------------------------- | -------------------------------------- | -------------------------------------- | -------------------------------------- | -------------------------------------- | -------------------------------------- | -------------------------------------- |
| Positie:                               | 77                                     | 45                                     | 27                                     | 23                                     | 17                                     | 12                                     | 14                                     | 12                                     | 8                                      | 10                                     | 10                                     | 14                                     | 16                                     | 18                                     | 19                                     |
| Week:                                  | 16                                     | 17                                     | 18                                     | 19                                     | 20                                     | 21                                     | 22                                     | 23                                     | 24                                     | 25                                     | 26                                     | 27                                     | 28                                     | 29                                     |                                        |
| Positie:                               | 21                                     | 26                                     | 33                                     | 34                                     | 42                                     | 47                                     | 50                                     | 56                                     | 55                                     | 59                                     | 73                                     | 76                                     | 79                                     | 85                                     | uit                                    |

### NederlandseMega Top 50
| Hitnotering: 23-04-2016 t/m 30-07-2016 | Hitnotering: 23-04-2016 t/m 30-07-2016 | Hitnotering: 23-04-2016 t/m 30-07-2016 | Hitnotering: 23-04-2016 t/m 30-07-2016 | Hitnotering: 23-04-2016 t/m 30-07-2016 | Hitnotering: 23-04-2016 t/m 30-07-2016 | Hitnotering: 23-04-2016 t/m 30-07-2016 | Hitnotering: 23-04-2016 t/m 30-07-2016 | Hitnotering: 23-04-2016 t/m 30-07-2016 | Hitnotering: 23-04-2016 t/m 30-07-2016 | Hitnotering: 23-04-2016 t/m 30-07-2016 | Hitnotering: 23-04-2016 t/m 30-07-2016 | Hitnotering: 23-04-2016 t/m 30-07-2016 | Hitnotering: 23-04-2016 t/m 30-07-2016 | Hitnotering: 23-04-2016 t/m 30-07-2016 | Hitnotering: 23-04-2016 t/m 30-07-2016 | Hitnotering: 23-04-2016 t/m 30-07-2016 |
| Week:                                  | 1                                      | 2                                      | 3                                      | 4                                      | 5                                      | 6                                      | 7                                      | 8                                      | 9                                      | 10                                     | 11                                     | 12                                     | 13                                     | 14                                     | 15                                     |                                        |
| -------------------------------------- | -------------------------------------- | -------------------------------------- | -------------------------------------- | -------------------------------------- | -------------------------------------- | -------------------------------------- | -------------------------------------- | -------------------------------------- | -------------------------------------- | -------------------------------------- | -------------------------------------- | -------------------------------------- | -------------------------------------- | -------------------------------------- | -------------------------------------- | -------------------------------------- |
| Positie:                               | 40                                     | 35                                     | 21                                     | 29                                     | 29                                     | 20                                     | 21                                     | 23                                     | 24                                     | 25                                     | 26                                     | 31                                     | 32                                     | 32                                     | 50                                     | uit                                    |